# 김동하 (성우)
김동하(1978년 2월 24일 ~ )는 대한민국의 성우 겸 가수이다. 2011년 KBS 36기로 입사했으며 한국방송 성우극회 소속.

## 주요 출연작품

### 애니메이션 영화
- 터보 - 스무스

### 영화
- 노트북 (KBS) - 노아의 아버지(샘 셰퍼드)
- 스파이 게임 (KBS) - 도멧(오미드 절릴리)
- 데이비드 게일 (KBS) - 로스(숀 헤니건)
- 스포트라이트(KBS) - 사이프(리처드 젱킨스) / 동료 기자(더그 머피) / 피해자(지미 르블랑)

### 외화
- 닥터후 시즌 7(KBS) - 벨레비치 (찰리 엔슨) / 클라런스 (마이클 젠)
- 닥터후 시즌 8(KBS) - 윌 스칼렛 (조셉 케네디) / 닥터 챙(엔드류 렁)
- 닥터후 시즌 10(KBS) - 스테트페스트(랄프 리틀)
- 리썰 웨폰(KBS) - 파코(루이스 몽카다)